# 鑽石銀行

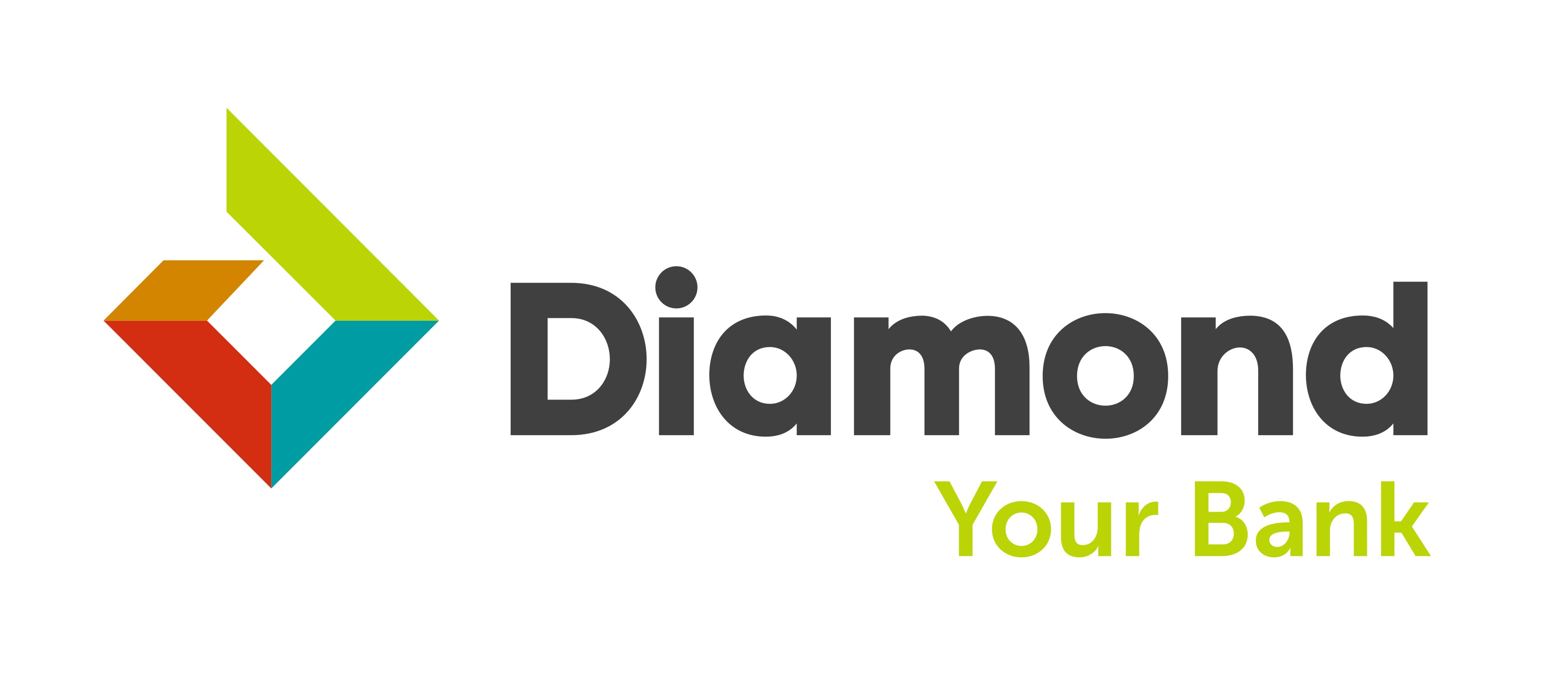
钻石银行logo

尼日利亞鑽石銀行股份有限公司，簡稱尼日利亞鑽石銀行股份、尼日利亞鑽石銀行，以及鑽石銀行（英語：Diamond Bank Nigeria Plc.，尼日利亞證券交易所除牌前：DIAMONDBANK、倫敦證券交易所除牌前DBP.L及DBPA.L），則在1990年12月20日設立，1991年3月21日開始營運。
總部則位於尼日利亞維多利亞島拉哥斯，基本上是尼日利亞運作提款存戶，唯一海外資產是柏林。
直至在2005年，經尼日利亞中央銀行批准，和獅子銀行合併，同年5月，進行公開招股，並在尼日利亞證券交易所上市，代碼為DIAMONDBANK。，其後成為尼日利亞證券交易所30指數成份股。
2009年，本行被尼日利亞本天報頒為「尼日利亞銀行明日之星」，其後在2008年，以全球憑證於倫敦證券交易所上市，成為首家尼日利亞銀行上市。
2019年，已被快速銀行合併。

## 連結
- diamondbank.com